# Arenivaga rothi
Arenivaga rothi (лат.) — вид песчаных тараканов-черепашек рода Arenivaga из семейства Corydiidae (или Polyphagidae). Обнаружены в Северной Америке: север центральной Мексики (Coahuila) и до Техаса (Presidio County, США).

## Описание
Среднего размера тараканы овально-вытянутой формы: длина тела около 17,9 — 21,8 мм; наибольшая ширина тела (GW) 8 — 10 мм; ширина пронотума (PW) около 6 мм; длина пронотума (PL) 4,5 мм. Соотношение длины тела к его наибольшей ширине у голотипа = TL/GW 2,06. Основная окраска светло-коричневая, одноцветная. Arenivaga rothi можно отличить от других видов по очень широкой щели на правом вентральном фалломере и необычно узкой, заостренной головке на генитальном крючке. Этот вид назван в честь биолога Луиса М. Рота (Louis M. Roth), который посвятил свою карьеру описанию новых видов тараканов и стал соавтором книги «Cockroaches: Ecology, Behavior and Natural History».
Все элементы жизненной истории остаются неисследованными. Питаются, предположительно, как и другие виды своего рода, микоризными грибами, листовым детритом пустынных кустарников и семенами, собранными млекопитающими. В надземных условиях живут только крылатые самцы (отличаются ярко выраженным половым диморфизмом: самки рода Arenivaga бескрылые, внешне напоминают мокриц). Вид был впервые описан в 2014 году американским энтомологом Хейди Хопкинсом (Heidi Hopkins).